# Mej Ami
Mej Ami (hebrejsky מֵי עַמִּי, doslova „Voda mého národa“, v oficiálním přepisu do angličtiny Me Ammi, přepisováno též Mei Ami) je vesnice typu mošav v Izraeli, v Haifském distriktu, v Oblastní radě Menaše.

## Geografie
Leží v nadmořské výšce 381 metrů v horách při Vádí Ara, 23 kilometrů od břehu Středozemního moře, cca 59 kilometrů severovýchodně od centra Tel Avivu, cca 37 kilometrů jihovýchodně od centra Haify a 20 kilometrů severovýchodně od města Chadera. Mej Ami obývají Židé, přičemž osídlení v tomto regionu je etnicky převážně arabské. Mošav je stavebně téměř propojen se sousedním arabským městem Umm al-Fachm. Obec leží ovšem necelý 1 kilometr od hranice mezi vlastním Izraelem a okupovaným Západním břehem Jordánu a v jeho přilehlém úseku se nachází nedaleko od Mej Ami blok židovských vesnic zvaný Šaked.
Mej Ami je na dopravní síť napojen pomocí místní silnice číslo 6535, jež ústí do dálnice číslo 65.

## Dějiny
Mej Ami byl založen v roce 1963. Jeho jméno sice doslovně znamená „Voda mého národa“, ale zároveň odkazuje na americké město Miami, jehož židovská komunita přispěla na výkup pozemků pro zřízení mošavu.
Osada byla zřízena 28. listopadu 1963 jako polovojenský opěrný bod typu Nachal na tehdy mezinárodní hranici mezi Izraelem a Jordánskem. Od roku 1969 jde o civilní sídlo. V prvním roce zdejší osadníci pobývali ve stanech, teprve pak začala výstavba provizorních obydlí používaných až do roku 1975. V roce 1973 mezitím začala firma Solel Bone s výstavbou další skupiny 16 domů z betonu. Roku 1974 k nim přibylo 10 podobně navržených domů a v téže době i objekt mateřské školy. V pozdějších letech kromě pokračující bytové výstavby došlo na zbudování obchodu, zdravotní ordinace a společenského střediska. Na vzniku osady se podíleli členové mládežnického hnutí ha-No'ar ha-cijoni.
Od 80. let 20. století se tu rozvíjí zemědělství (živočišná výroba, skleníkové hospodářství).
Během druhé intifády 1. března 2001 se na křižovatce, kde odbočuje z dálnice číslo 65 k Mej Ami silnice, odpálil ve vozu taxislužby sebevražedný atentátník. Zabil jednoho člověka a devět jich zranil.

## Demografie
Podle údajů z roku 2014 tvořili naprostou většinu obyvatel v Mej Ami Židé (včetně statistické kategorie "ostatní", která zahrnuje nearabské obyvatele židovského původu ale bez formální příslušnosti k židovskému náboženství).
Jde o menší sídlo vesnického typu s dlouhodobě rostoucí populací. K 31. prosinci 2014 zde žilo 322 lidí. Během roku 2014 populace klesla o 2,7 %. Obec plánuje výraznou stavební expanzi. V roce 2007 bylo vypsáno výběrové řízení na výstavbu 410 bytových jednotek. Výstavbu kritizovali někteří Arabové ze sousedního Umm al-Fachm, kteří vyzývali, aby jim právními prostředky bylo umožněno kupovat zde byty.
| Rok            | 1972 | 1983 | 1995 | 2001 | 2003 | 2004 | 2005 | 2006 | 2007 | 2008 | 2009 | 2010 | 2011 | 2012 | 2013 | 2014 |
| -------------- | ---- | ---- | ---- | ---- | ---- | ---- | ---- | ---- | ---- | ---- | ---- | ---- | ---- | ---- | ---- | ---- |
| Počet obyvatel | 24   | 118  | 200  | 200  | 213  | 225  | 237  | 270  | 289  | 300  | 275  | 291  | 293  | 309  | 331  | 322  |